# Polanen

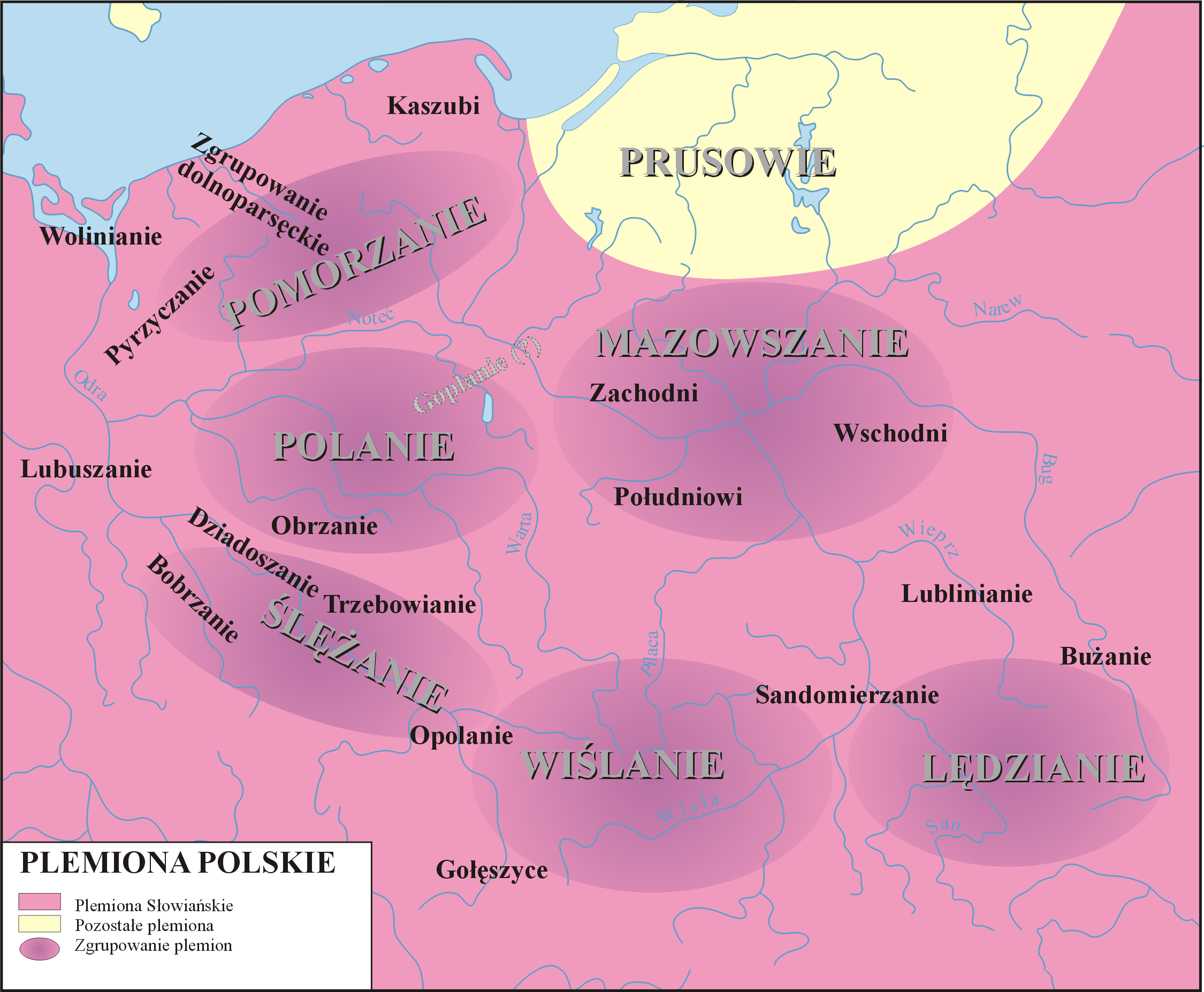
Traditionelle Vorstellung der Siedlungsgebiete slawischer Stämme um das Jahr 1000.

Die Polanen (lateinisch Polani, Poleni, Paliani, polnisch Polanie) waren nach traditioneller Forschungsmeinung ein in Großpolen seit dem 8. Jahrhundert ansässiger westslawischer Stamm, an dessen Spitze die Piasten ab den 960er Jahren dem ersten historisch belegbaren Herrschaftsverband im heutigen Polen vorgestanden hätten. Auf den Namen dieses Stammes wird die Bezeichnung der Polen als Volk zurückgeführt.
Die neuere Forschung geht inzwischen zunehmend davon aus, dass es keinen Stamm der Polanen gegeben hat. Vielmehr sei die sächsische Fremdbezeichnung als Polanen das Ergebnis der um das Jahr 1000 vollendeten piastischen Herrschaftsgründung gewesen und nicht der ursprüngliche Name eines Personenverbandes, von dem diese Entwicklung zum Ende des 9. Jahrhunderts ihren Ausgang nahm.
Die Polanen sind zu unterscheiden vom ostslawischen Stamm der Poljanen am Dnepr um Kiew.

## Name
Die Bedeutung des Namens „Polani“ wird meist hergeleitet vom slawischen polje „Feld“, „Boden“, also „die auf dem Feld leben“ oder ähnlich.
Möglich ist aber auch eine Zusammensetzung mit slawisch po „am“, „bei“ wie bei „Pomoranen“ (po more „am Meer“), „Polaben“ (po Labem „an der Elbe“), „Polasien“ („po lasie“ „am Wald“). Der zweite Bestandteil „la(n)“/„le(n)“ wäre dann allerdings unklar. Nach anderer, stark umstrittener Auffassung leitet sich das Wort von polać oder polewać für (be)gießen ab und bezeichnete dann „die Getauften“.

## Geschichte
Die Historiographie des Ostfrankenreiches verwendet etwa ab dem Jahr 1000 die Bezeichnungen Polenia/Polonia für das piastische Herrschaftsgebiet sowie polani/poleni für die dort lebenden Menschen. Ältere sächsische oder slawische Schriftquellen, die Polanen nennen würden, existieren nicht. Bei den in der Völkertafel des Bayerischen Geographen aufgeführten Goplanen handelt es sich entgegen älteren Vermutungen polnischer Historiker nicht um die Polanen, insbesondere liegt auch keine Verschreibung vor.
Der erste verbürgte Herrscher der später so benannten Piasten, Mieszko I. († 25. Mai 992), in den sächsischen Quellen wahlweise als „rex“ (König), „dux“ (Herzog, Fürst, Heerführer), „comes“ (Graf) oder „marchio“ (Markgraf) betitelt, herrschte nach den unklaren Vorstellungen der sächsischen Annalisten und Chronisten wahlweise über Ljachen, Wandalen, Slawen oder einfach Barbaren als Untertanen. Sein Herrschaftsgebiet wird abwechselnd als „Licicaviki“, „civitas Schinesghe“, „Gnezdun civitas“ oder „Herrschaft des Nordens“ bezeichnet. Ein Stamm der Polanen wird nicht erwähnt.
Das änderte sich mit den Nachrichten über seinen Sohn und Nachfolger Bolesław Chrobry. Bolesław wird in der um 1000 entstandenen Vita sancti Adalberti episcopi Pragensis des Johannes Canaparius – nach neuerer Auffassung stammt sie von Notker von Lüttich – als „dux Palaniorum“ bezeichnet. Denselben Titel trägt Bolesław in einem Eintrag der Hildesheimer Annalen für das Jahr 1015. Auch Thietmar von Merseburg führt den Stammesnamen in Bolesławs Titel, den er in seiner zwischen 1012 und 1018 verfassten Chronik zum Jahr 1003 einen „rector Polenorum“ nennt. Darüber hinaus verwendet er zum Jahr 1002 die Gebietsbezeichnung „Polenia“, um die Herkunft eines „Wolodei a Polenia“ („Wolodej aus Polenia“) zu beschreiben, der 1002 in Böhmen an die Macht gebracht wurde. Zuvor war die Gebietsbezeichnung „Polonia“ bereits um das Jahr 1001 in einem Hymnus aus dem Kloster Reichenau erschienen.
Die erste slawische Quelle wäre ein auf die Zeit zwischen 1003 und 1005 datierter Denar von Bolesław Chrobry. Dieser trägt die Aufschrift „PRINCE[P]S POLONIE“. Dann folgt erst die zwischen 1113 und 1118 in Kiew entstandene Nestorchronik mit einer legendenhaften, aber zeitgemäßen Entstehungsgeschichte der Polanen aus den Ljachen (Lendizen):

„Slawen kamen auch und ließen sich an der Weichsel nieder, und nannten sich Ljachen, und von diesen Ljachen nannten sich die einen Poljanen, andere Ljachen Lusitzer, andere Masowier, andere Pomoranen.“
Für die Herkunft des Stammesnamens gibt es in der Forschung zwei unterschiedliche Erklärungen. Beide sehen einen unmittelbaren Zusammenhang mit der aufsehenerregenden Reise des ostfränkischen Kaisers Otto III. nach Gnesen im Jahr 1000. Während die traditionelle Auffassung meint, hierdurch sei die bis dahin unbekannte slawische Selbstbezeichnung der Bewohner Großpolens als Polanen im Westen bekannt geworden, geht die neuere Forschung davon aus, die sächsischen Chronisten hätten den Namen Polanen erfunden, um Land und Leute eindeutig bestimmen zu können.